# Jim Clark (muntador)
|  | Aquest article tracta sobre un director de cinema britànic. Vegeu-ne altres significats a «Jim Clark». |

Jim Clark   (Boston, 24 de maig de 1931 - Londres, 25 de febrer de 2016) va ser un muntador i director de cinema britànic.
Se'l troba als crèdits de la majoria de pel·lícules de John Schlesinger, però va tenir també una carrera estatunidenca notable. Va aconseguir l'oscar al millor muntatge per Els crits del silenci.

## Filmografia[4]
- 1960: Paquet sorpresa (Surprise Package) de Stanley Donen
- 1960: The Grass Is Greener
- 1962: Term of Trial
- 1963: Xarada (Charade)
- 1964: The Pumpkin Eater de Jack Clayton
- 1972: Joc de tres (Zee and Co.), de Brian G. Hutton
- 1973: Visions of Eight
- 1974: Manicomi (Madhouse)
- 1975: El dia de la llagosta (The Day of the Locust)
- 1976: Marathon Man
- 1977: The Last Remake of Beau Geste
- 1979: Ianquis (Yanks)
- 1984: Els crits del silenci (The Killing Fields)
- 1986: La missió (The Mission)
- 1994: Nell
- 1995: Copycat
- 1996: L'habitació d'en Marvin (Marvin's Room)
- 1997: The Jackal
- 1999: Amb el món no n'hi ha prou (The World Is Not Enough)
- 2001: Kiss Kiss (Bang Bang)
- 2002: City by the Sea
- 2004: El secret de Vera Drake (Vera Drake)
- 2006: Opal Dream
- 2007: Virgin Territory
- 2008: Happy: un conte sobre la felicitat (Happy-Go-Lucky)

## Premis i nominacions

### Premis
- 1985: Oscar al millor muntatge per Els crits del silenci
- 1985: BAFTA al millor muntatge per Els crits del silenci
- 1987: BAFTA al millor muntatge per La missió

### Nominacions
- 1977: BAFTA al millor muntatge per Marathon Man
- 1987: Oscar al millor muntatge per La missió
- 2005: BAFTA al millor muntatge per Vera Drake